# コロナス・フォトン
コロナス・フォトン(Koronas-Foton、ロシア語:)は太陽観測用のロシアの人工衛星である。CORONAS-Photon(Complex Orbital Observations Near-Earth of Activity of the Sun-Photon)としても知られる。ロシアのコロナス計画の3号機で、国際的なLiving With a Star計画の一環である。2009年1月30日にプレセツク宇宙基地から、ツィクロン-3ロケットで打ち上げられた（これはツィクロン-3の最終飛行でもあった）。
2009年12月1日、設計上の欠陥により電源供給に問題が生じ、全ての科学機器が停止した。2010年4月18日、この衛星の設計者は、「相当の確度で衛星は失われた」と発表した。

## 概観
この計画の目標は、自由エネルギーが太陽大気中に蓄積する過程の研究である。太陽大気のエネルギーは、粒子現象や太陽フレアを加速し、地球の磁気嵐にも影響を及ぼす。2009年1月30日の打上げは成功し、2月19日には衛星から最初のデータが送信された。衛星は、500×500km×82.5°の低い極軌道で運用され、設計寿命は3年だった。
2009年7月5日、コロナス・フォトンのTESIS望遠鏡はその年最大規模の太陽面の爆発（6時7分から6時18分(GST)までの11分間続いた）を観測した。X線の強度は、5段階尺度でC2.7等級であった。直近で同規模の爆発が起きたのは、2008年3月25日であった。
打上げ約6か月後の最初の食の時期に電源系に問題が発生し、12月1日に衛星とのコンタクトが途絶えた。12月29日には太陽電池が十分な電力を起こすことができ、一時的にコンタクトが復活したものの、復旧作業は失敗し、衛星は喪失したと判断された。

## 開発
コロナス・フォトンは、それぞれ1994年と2001年に打ち上げられたコロナスFとコロナスIの後継機である。ロシア連邦宇宙局等の3機関が運用する。気象衛星メテオールM用の衛星バスを用いて製造された。
コロナス・フォトンの打上げでは、インドのレントゲン望遠鏡（RT-2/S、RT-2/G、RT-2/CZT）も一緒に軌道に運ばれた。これらは低エネルギーガンマ線画像を撮影するもので、太陽の光度的、分光学的研究に用いられた。この衛星は、インド宇宙研究機関が運用した。

## 機器
衛星のペイロードには、12個の機器のアレイが設けられた。8つの機器は、太陽中性子及び広い周波数範囲の太陽からの放射を記録するために設計されたもので、2つは光子や電子等の荷電粒子を検出するために設計されたものであった。